# 钟家铺乡
钟家铺乡，是中华人民共和国湖南省常德市桃源县下辖的一个乡镇级行政单位。

## 行政区划
钟家铺乡下辖以下地区：
青年村、交界村、殷家坪村、黄家坪村、城关村、千丈河村、杜坪村、陈家界村、陈家塔村、八斗丘村和张家山村。